# Tosos
Tosos ist ein spanischer Ort und eine Gemeinde (municipio) mit nur noch 175 Einwohnern (Stand: 2024) im Süden der Provinz Saragossa in der Autonomen Gemeinschaft Aragonien. Die Gemeinde gehört zur bevölkerungsarmen Serranía Celtibérica.

## Lage und Klima
Der Ort Tosos liegt am Río Huerva ca. 51 km (Fahrtstrecke) südwestlich der Provinzhauptstadt Saragossa nahe der Grenze zur Provinz Teruel in einer Höhe von ca. 585 m. Die historisch bedeutsame Kleinstadt Daroca ist weitere ca. 50 km in südwestlicher Richtung entfernt. Das Klima ist gemäßigt bis warm; Regen (ca. 380 mm/Jahr) fällt übers Jahr verteilt.

## Bevölkerungsentwicklung
| Jahr      | 1857 | 1900 | 1950 | 2000 | 2017 |
| Einwohner | 710  | 865  | 888  | 200  | 192  |

Die Mechanisierung der Landwirtschaft, die Aufgabe bäuerlicher Kleinbetriebe und der damit verbundene Verlust von Arbeitsplätzen führten in der zweiten Hälfte des 20. Jahrhunderts zu einem deutlichen Rückgang der Bevölkerungszahl (Landflucht).

## Wirtschaft
Jahrhundertelang lebten die Bewohner des Ortes direkt (als Kleinbauern oder Knechte) oder indirekt (als Händler oder Handwerker) von der Landwirtschaft, wozu auch die Viehzucht (Schafe, Ziegen, Schweine, Hühner) gehörte. Man bearbeitete die Ländereien der Grundherren sowie die eigenen Felder und Gärten. Heute werden hauptsächlich im Sommer viele Häuser als Ferienwohnungen (casas rurales) vermietet.

## Geschichte
Aus keltiberischer, römischer und westgotischer Zeit wurden bislang keine Funde gemacht.
Im 8. Jahrhundert drangen arabisch-maurische Heere bis in den Norden der Iberischen Halbinsel vor. Die Gegend wurde nach der Rückeroberung (reconquista) der Stadt Saragossa im Jahr 1118 durch den aragonesischen König Alfons I. wieder christlich. Später lag der Ort zeitweise im zwischen den Königreichen Aragón und Kastilien umstrittenen Grenzgebiet; im „Krieg der beiden Peter“ wurde die Burg angegriffen.

## Sehenswürdigkeiten

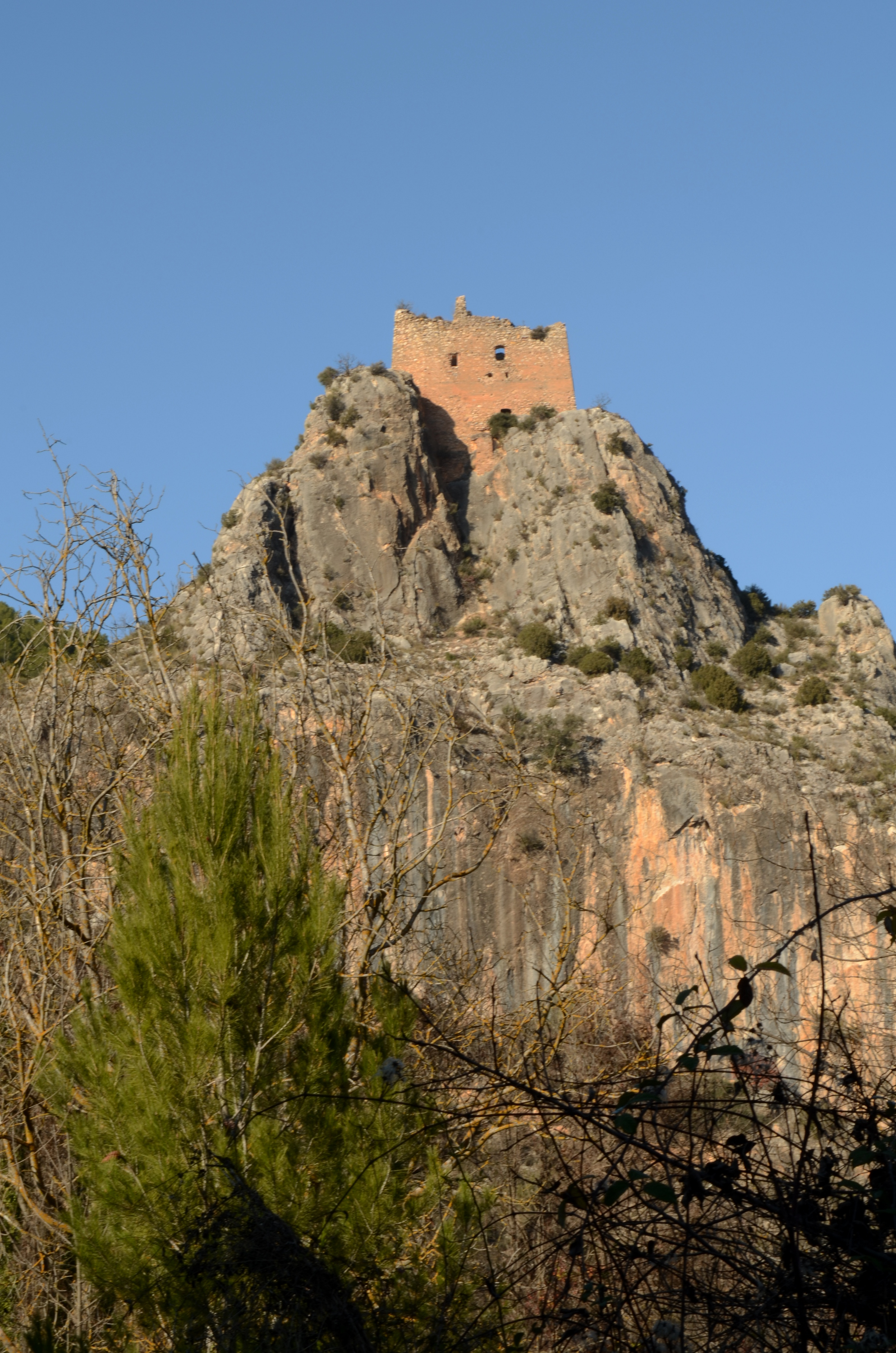
Tosos – Castillo de la Casaza

- Vom im 13. Jahrhundert auf einer Felsspitze oberhalb des Ortes erbauten Castillo de la Casaza stehen nur noch einige Mauerreste und der untere Teil des Bergfrieds (torre del homenaje).[5]
- Das Castillo del Santo ist eine weitere Burgruine. Sie stammt noch aus maurischer Zeit, wurde aber später verändert.[6]
- Die Kirche Santa María la Mayor entstand im 16. Jahrhundert an der Stelle eines romanisch-gotischen Vorgängerbaus; im 18. Jahrhundert wurde das einschiffige Innere der Kirche modernisiert.[7] Die Gemälde im früher barocken, jetzt aber erneuerten Altarretabel (retablo) werden dem aragonesischen Maler Blasco de Grañén (um 1400–1459) und seiner in Saragossa befindlichen Werkstatt zugeschrieben.[8]

Umgebung
- Die imposanten Ruinen der zwischen Tosos und dem Nachbarort Campo de Cariñena an einen Felsen gelehnten Ermita del Santo stammen aus dem 12. Jahrhundert. Möglicherweise handelte es sich bei der Anlage um ein ehemaliges Zisterzienserkloster, doch fehlen bislang genauere Untersuchungen.[9][10]